# American Flagg!
American Flagg! ist eine Science-Fiction-Comicserie des US-amerikanischen Zeichners Howard Chaykin.

## Inhalt
Im Jahr 2031 wird der auf dem Mars geborene Video-Schauspieler Reuben Flagg zum Militärdienst auf der Erde eingezogen. Als Plexus-Ranger in einem dystopischen Chicago voller Gewalt muss er sich mit korrupten und kriminellen Banden herumschlagen. Ihm zur Seite steht die attraktive Elektronik-Spezialistin Mandy und seine sprechende Hauskatze Raul.

## Veröffentlichung
Die Serie erschien erstmals von 1983 bis 1988 in 50 Heften bei First Comics. Die ersten 12 Ausgaben textete und zeichnete Chaykin selbst, für die kommenden Ausgaben waren dann andere Autoren und Texter tätig, Chaykin erarbeitete jedoch noch einzelne Ausgaben als Texter oder Zeichner.
In Deutschland erschienen die ersten beiden Geschichten 1988 als Alben beim Norbert Hethke Verlag.